# 오클라호마 준주
오클라호마 준주(Oklahoma Territory)는 1890년 5월 2일부터, 1907년 11월 16일에 미국 46번째 주인 오클라호마주로 승격될 때까지 17년간 존재한 미국의 자치령, 즉 준주이다. 현재 오클라호마주의 서부를 구성했다. 동부는 인디언 준주의 마지막 남은 부분이었다.

## 역사
오클라호마 준주가 될 때까지 이 지역은 원주민(미국 인디언)에 의해 독점적으로 사용되고 있었다. 그러나 1866년, 남북 전쟁이 끝나자 연방 정부는 인디언 준주의 많은 부족에 양보를 강요하였다. 워싱턴 D. C.는 원주민이 연방을 결성하여 기존 조약에 위배하고 있다고 비난했다. 그 결과 인디언 준주 중심부 200만 에이커(8,000km2) 가량이 미국에 할양되었다. 대중 일간지는 이 광대한 토지를 미할당지 또는 ‘오클라호마’라고 부르기 시작했고, 대중에게 부머(경기를 부추기는 사람)로 정착을 선동하기 시작했다. 러더퍼드 헤이스 대통령은 그 땅에 정착을 막기 위하여 1879년 4월 인디언 준주에 불법으로 들어가는 것을 금지하는 선언을 발표했다.

## 준주 지사
| 대 | 이름                   | 취임 | 퇴임 | 정당   | 지명자            | 사진 |
| -- | ---------------------- | ---- | ---- | ------ | ----------------- | ---- |
| 1  | 조지 워싱턴 스틸       | 1890 | 1891 | 공화당 | 벤저민 해리슨     |      |
| 2  | 로버트 마틴            | 1891 | 1892 | 공화당 | 지사대행          |      |
| 3  | 에이브러햄 제퍼슨 셰이 | 1892 | 1893 | 공화당 | 벤저민 해리슨     |      |
| 4  | 윌리엄 캐리 렌프로     | 1893 | 1897 | 민주당 | 그로버 클리블랜드 |      |
| 5  | 카시 맥도날드 번즈     | 1897 | 1901 | 공화당 | 윌리엄 맥킨리     |      |
| 6  | 윌리엄 밀러 젠킨스     | 1901 | 1901 | 공화당 | 윌리엄 맥킨리     |      |
| 7  | 윌리엄 C. 그림즈       | 1901 | 1901 | 공화당 | 지사대행          |      |
| 8  | 톰슨 벤 퍼거슨         | 1901 | 1906 | 공화당 | 시어도어 루즈벨트 |      |
| 9  | 프랭크 프란츠          | 1906 | 1907 | 공화당 | 시어도어 루즈벨트 |      |

## 같이 보기
- 1850년 타협